# Сарай (музей)
Сарай рабочего-большевика Николая Емельянова находится на улице Емельянова, 3, в историческом районе Разлив города Сестрорецка, в Курортном районе Санкт-Петербурга.

## История
В июле 1917 года сарай был местом подпольного убежища вождя РСДРП(б) Владимира Ленина, который скрывался на чердаке этого сарая от полиции Временного правительства России. Усадьба Емельяновых находится на берегу заводи озера Сестрорецкий Разлив, что было одним из условий конспирации. После нескольких дней проживания Ленина на чердаке сарая в посёлке появились полицейские. Это послужило причиной сменить место обитания на шалаш, расположенный на противоположном берегу озера, откуда есть тропа к станции Дибуны. В Разливе у Н. А. Емельянова бывала Н. К. Крупская, которая в 1917 году с его помощью оформила пропуск для выезда в Финляндию к Ленину
Фотографию сарая с 1932 по 1956 гг. (как и информацию о нём) распространять было запрещено цензурой, поскольку владелец сарая Емельянов был осужден как «враг народа». Упоминать можно было только «шалаш Ильича», не указывая при этом, что скрывался там Ильич вместе с Зиновьевым.

## Музей
Музей «Сарай» был открыт в 1925 году. В настоящее время «Сарай» включен в Единый государственный реестр объектов культурного наследия (памятников истории и культуры) народов Российской Федерации в качестве памятника истории регионального значения. Нормативные акты:
- Закон Санкт-Петербурга № 174-27 от 05.07.1999
- Закон Санкт-Петербурга № 141-47 от 02.07.1997
- Указ Президента РФ № 452 от 05.05.1997
- Постановление Совета министров РСФСР № 1327 от 30.08.1960
- Постановление Совета министров РСФСР № 781 от 29.06.1957

С 1925 года и до декабря 1936 года музей «Сарай» находился в ведении Сестрорецкого горсовета (фактически он принадлежал Емельяновым). На указателе к «Сараю» был текст: «Дорога к „Сараю Емельяновых“». Долгое время посетители слушали рассказы самого Н. А. Емельянова. В 1938 году к музею «Шалаш» был прикреплён постоянный консультант от музея Революции. В декабре 1936 года состоялось решение Президиума Ленсовета о передаче музея «Сарай» Государственному музею Революции. В 1939 году музеи «Сарай» и «Шалаш» были переданы в ведение Ленинградского филиала Центрального музея В. И. Ленина
В годы советской власти в ленинские музеи «Сарай» и «Шалаш» нескончаемым потоком шли люди и ехали автобусы с экскурсиями. Здесь побывали граждане почти всех стран мира: Франции, Польши, Вьетнама, Кубы, Афганистана, Перу, Боливии, Швеции, стран Африки, Америки. Например, в 1964 году за 9 месяцев музей посетило 155 тысяч человек.
В 1970 году над сараем сооружён стеклянный павильон, установлена памятная доска. Бытовая обстановка сарая воссоздана в том виде, какой она была в июле 1917 года. Рядом с сараем стоит дом, в котором живут потомки Емельяновых. Когда-то семье Емельяновых принадлежали два дома и сарай, но сейчас сарай стал музейным объектом и второй дом тоже отошёл музею.
В 1991 году в связи с прекращением финансирования Ленинградского филиала Центрального музея В. И. Ленина «Сарай» и «Шалаш» были переданы на баланс отдела культуры Сестрорецкого района. До 2005 года судьба мемориального комплекса в Разливе оставалась неопределённой. После подписания указа о сохранении памятников Валентиной Матвиенко с 2005 года создано Санкт-Петербургское государственное учреждение «Историко-культурный музейный комплекс в Разливе». Учреждение находится в ведении администрации Курортного района.

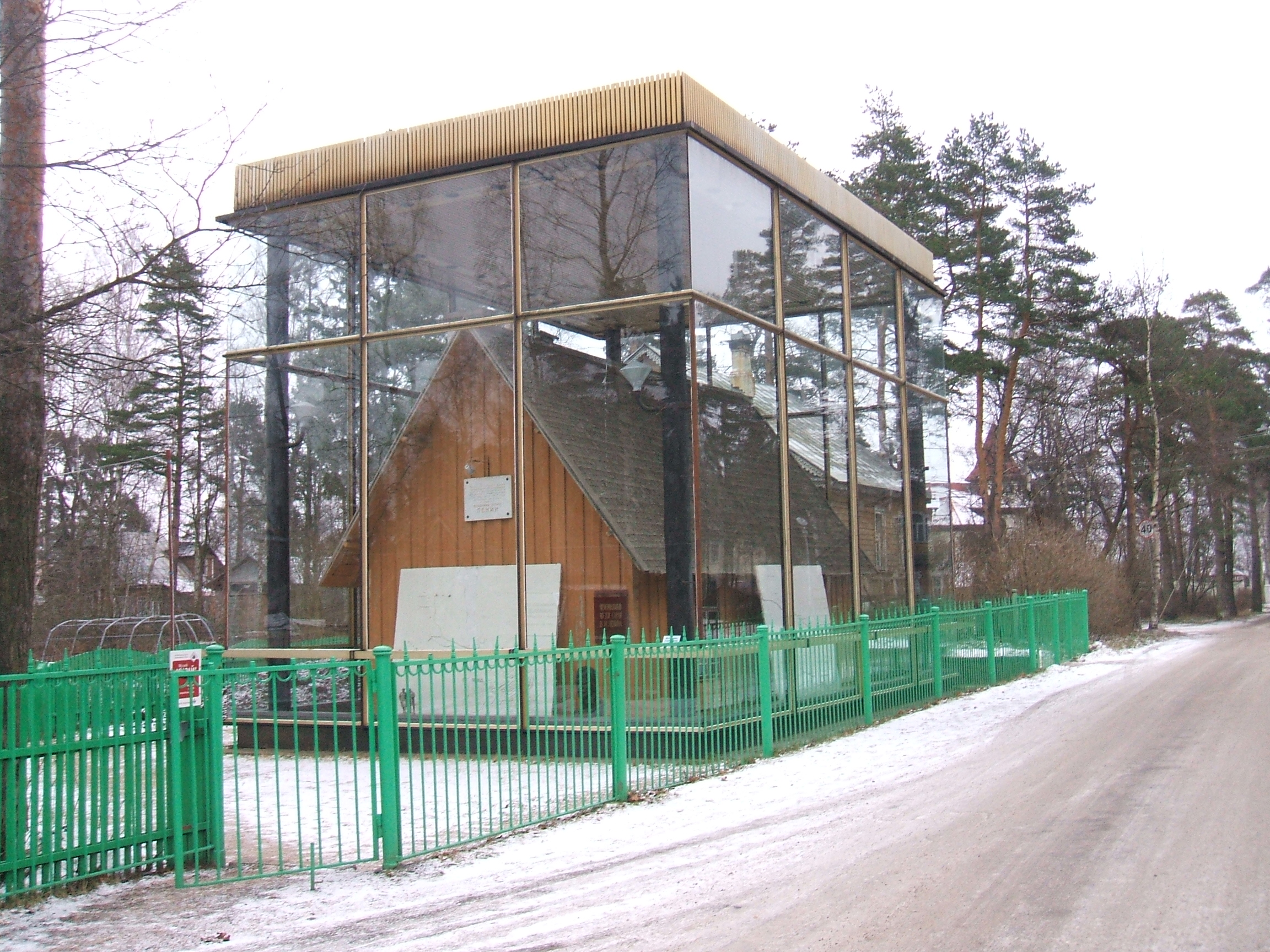
Вид экспоната
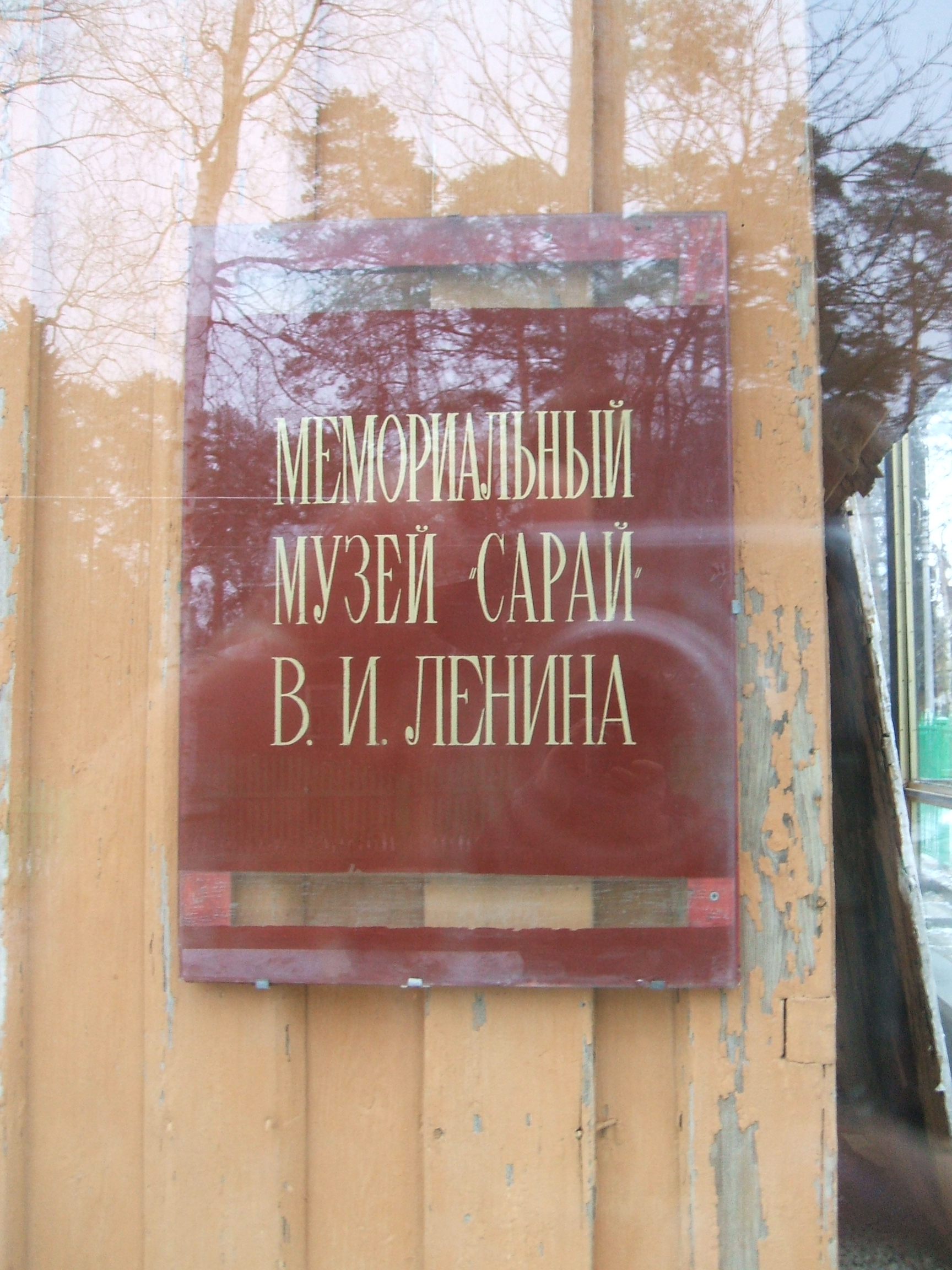
Вывеска экспоната
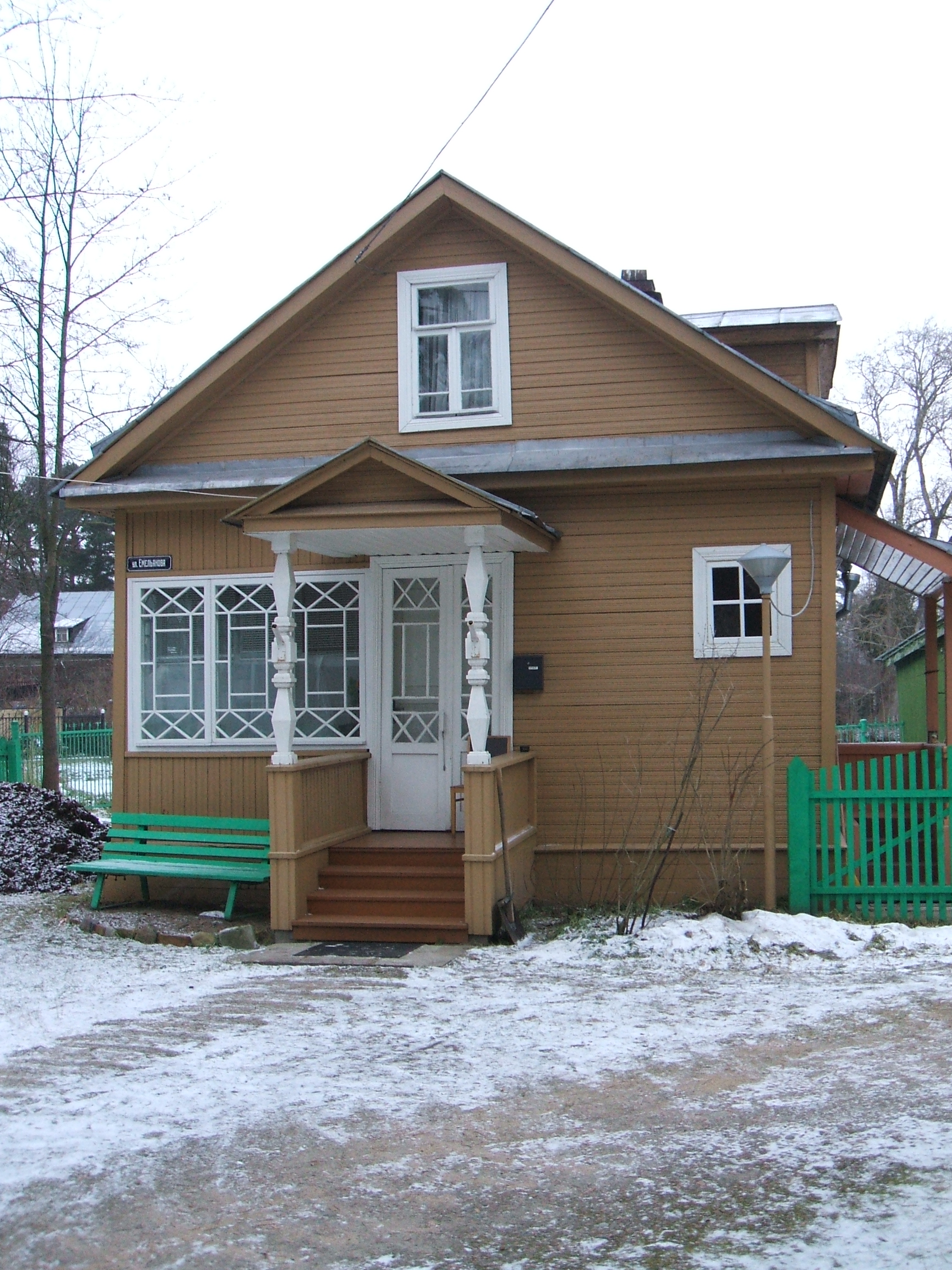
Музей «Сарай»
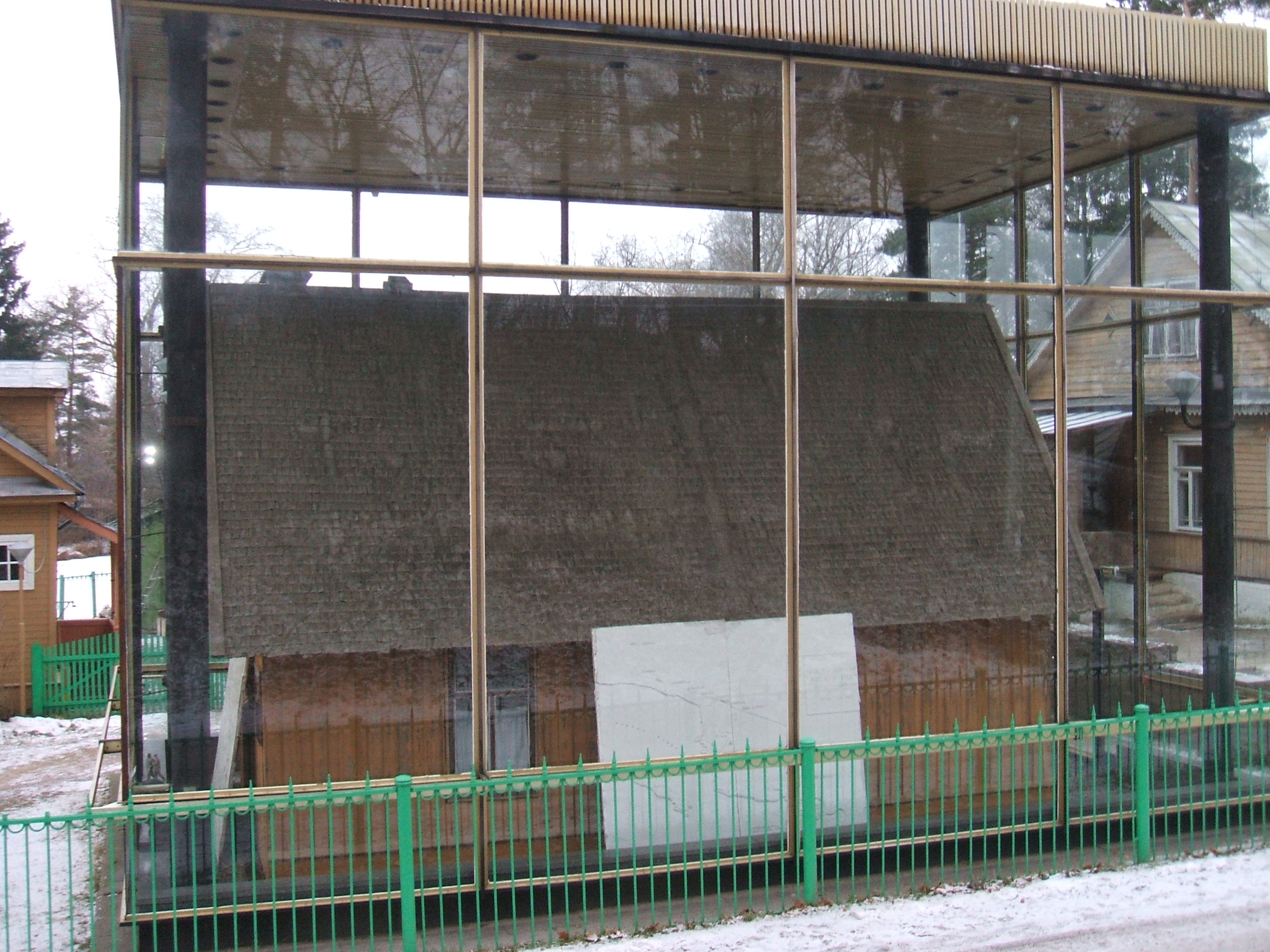
Южный Фасад
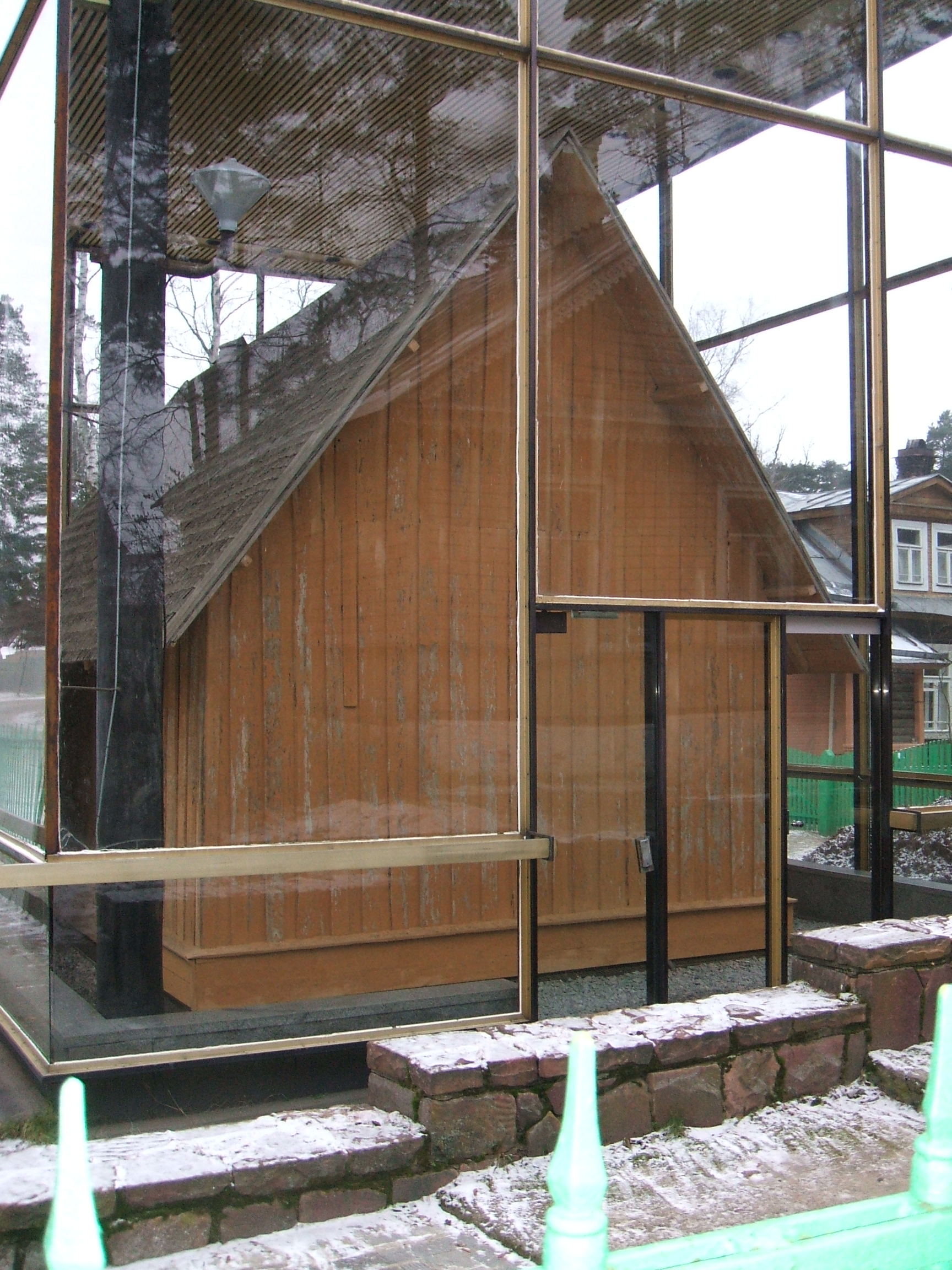
Восточный Фасад
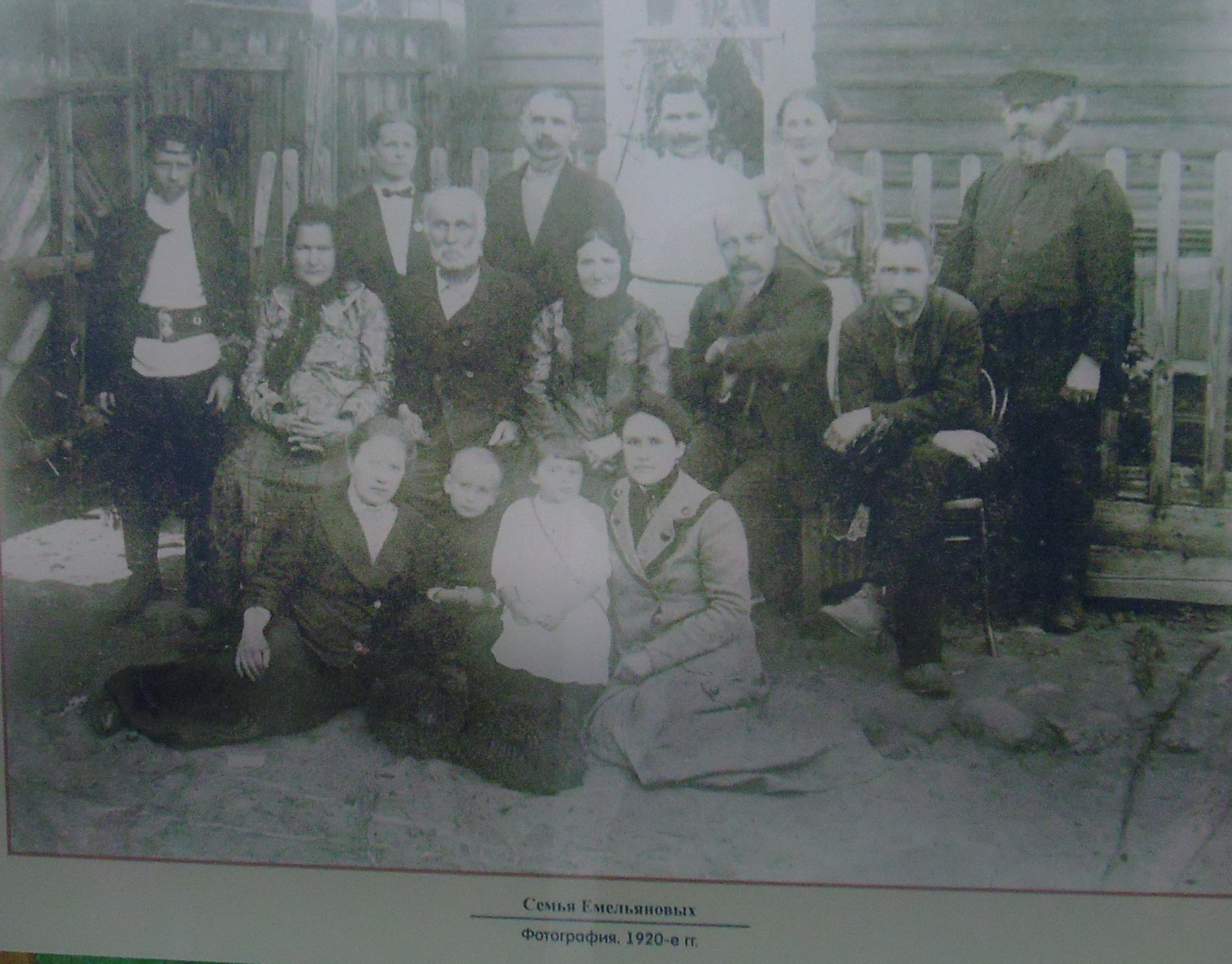
Семья Емельяновых 1920 год
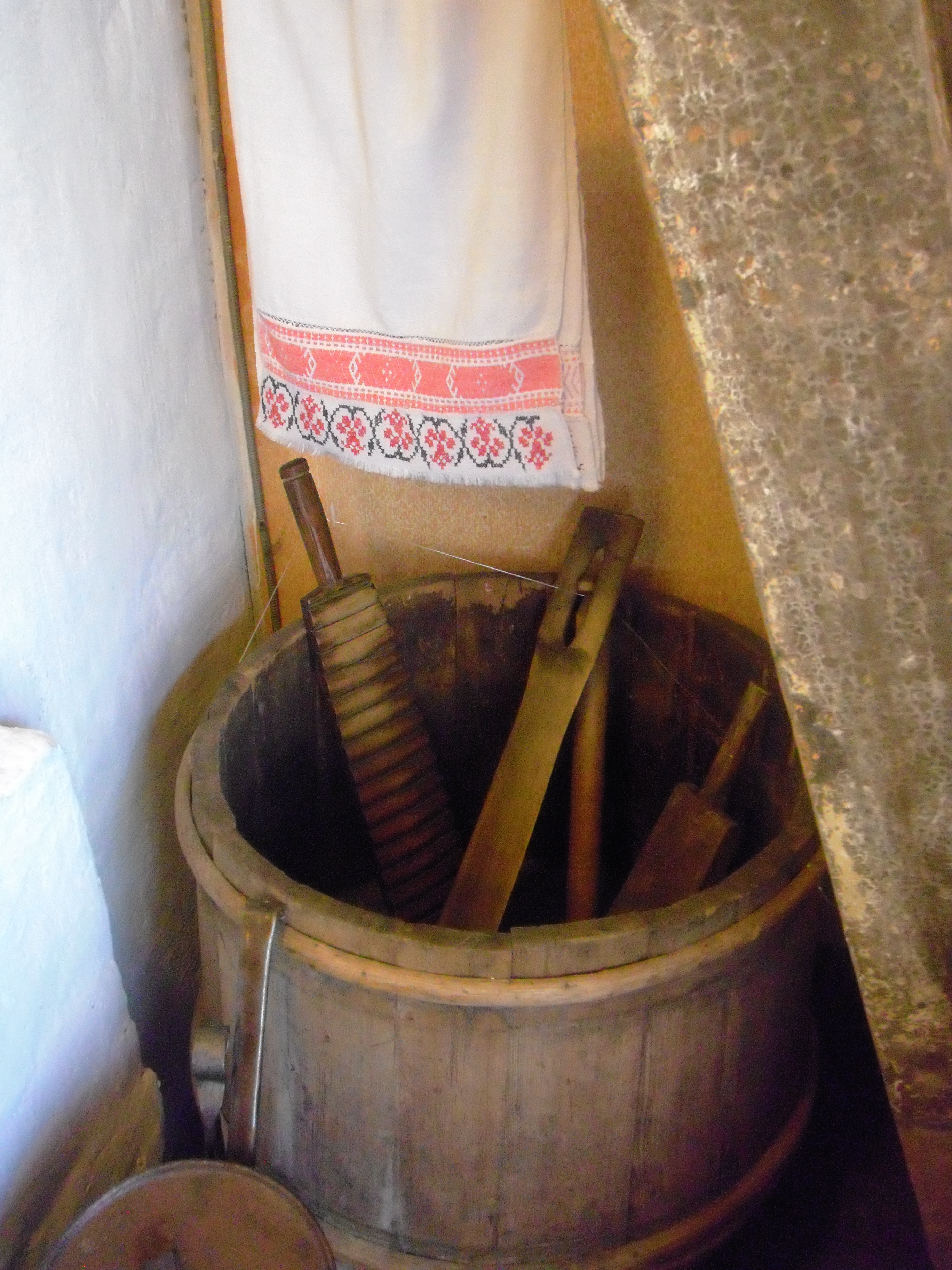
Внутри сарая в 2013 году
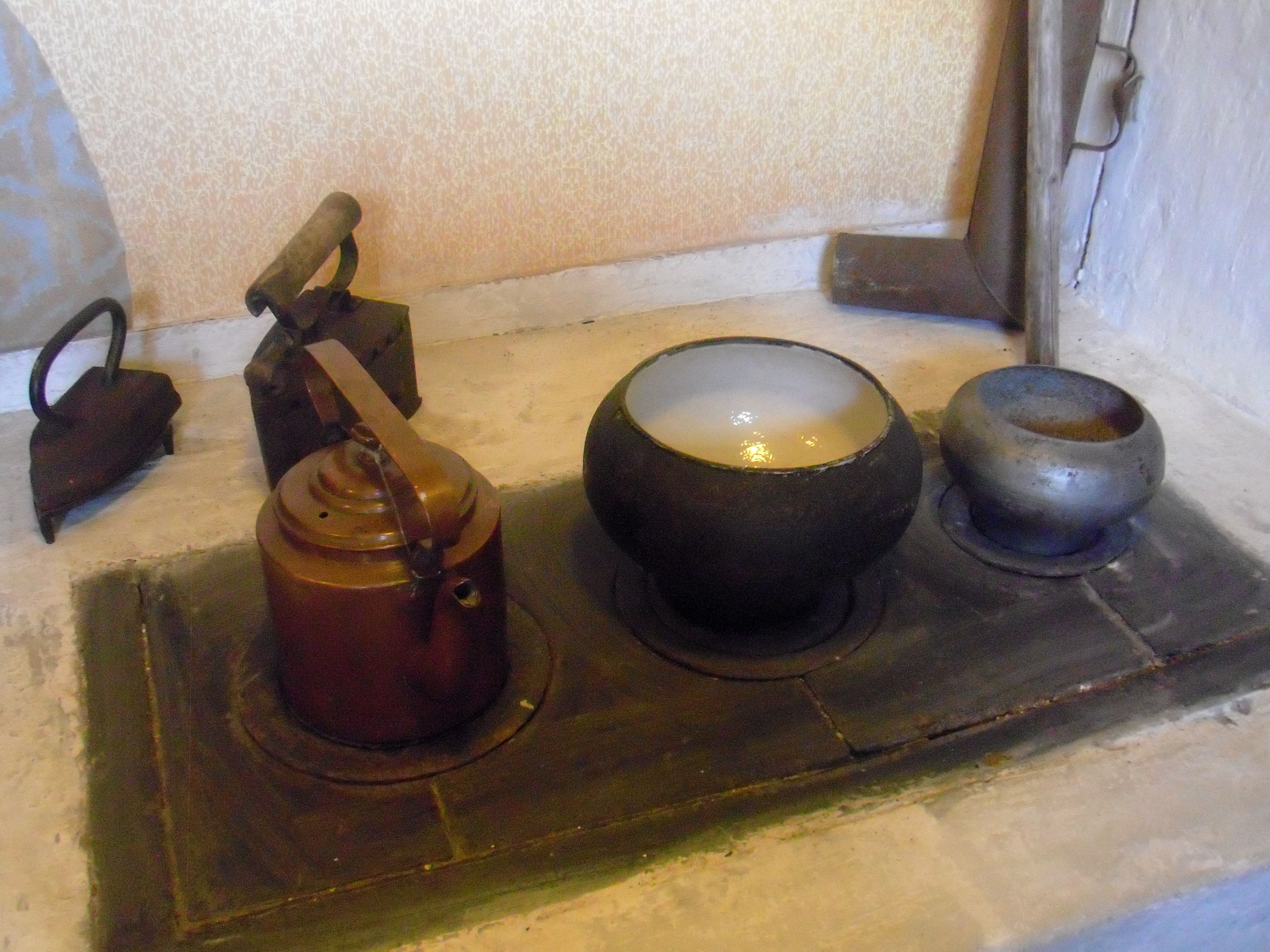
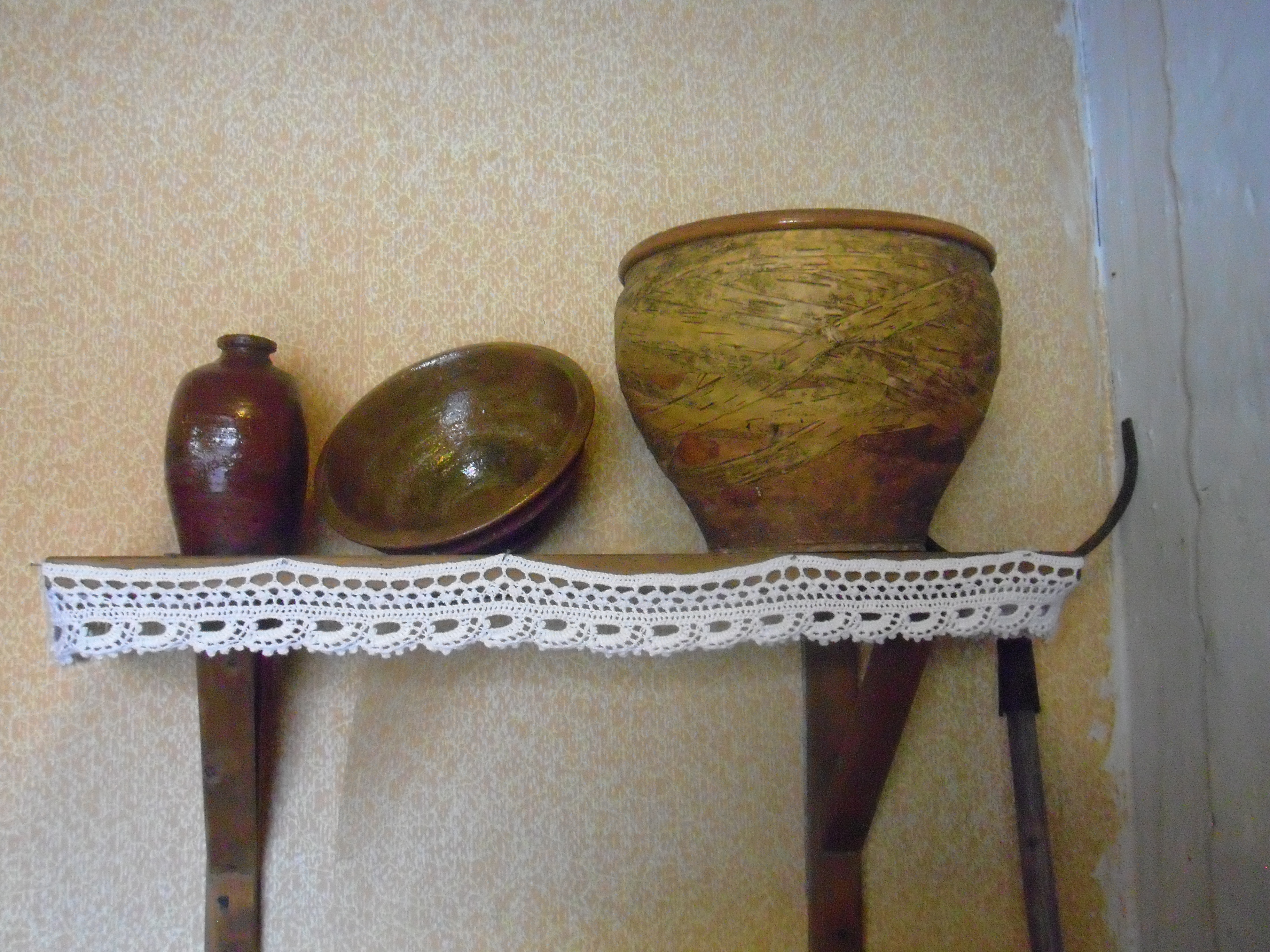
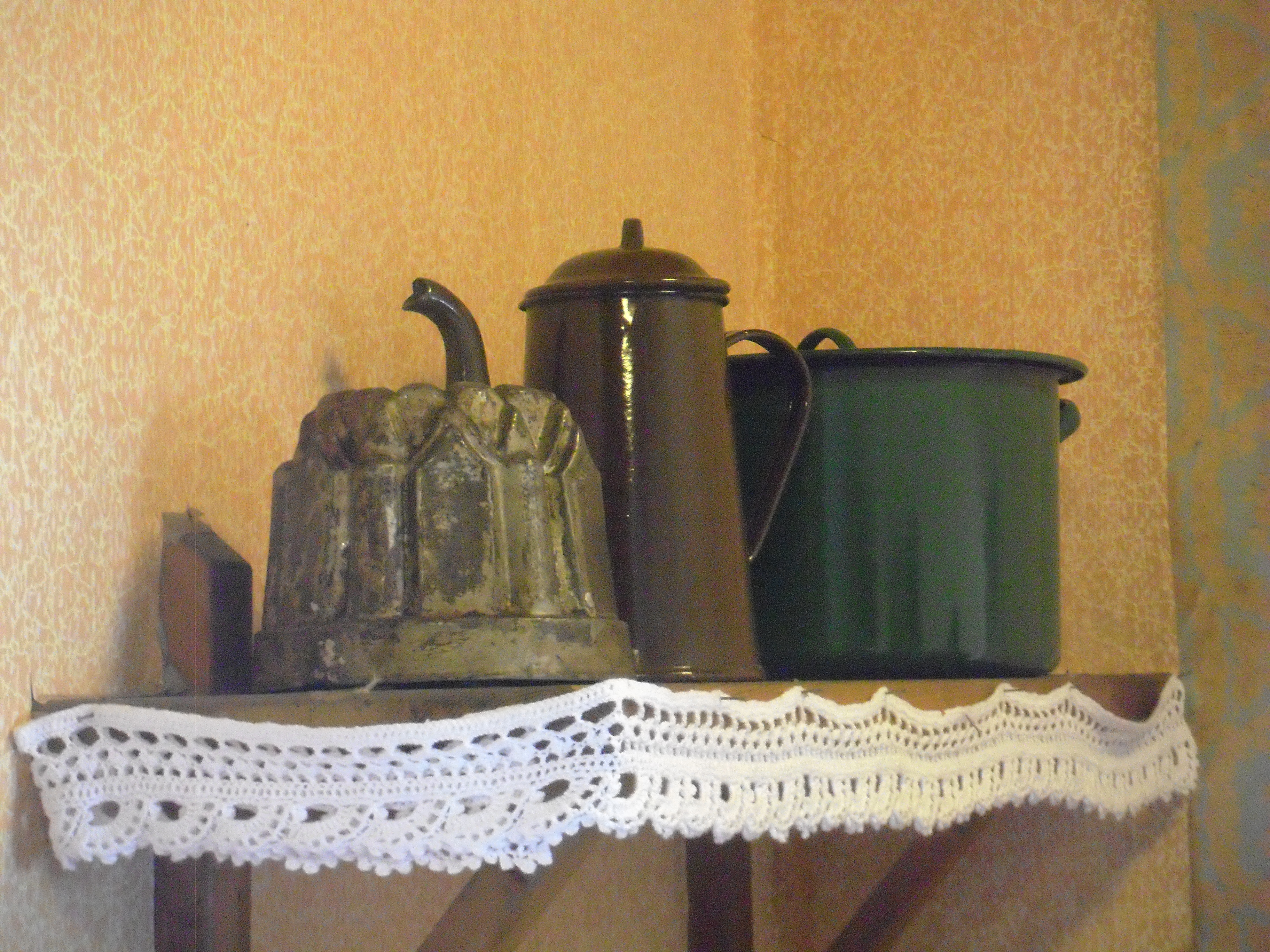
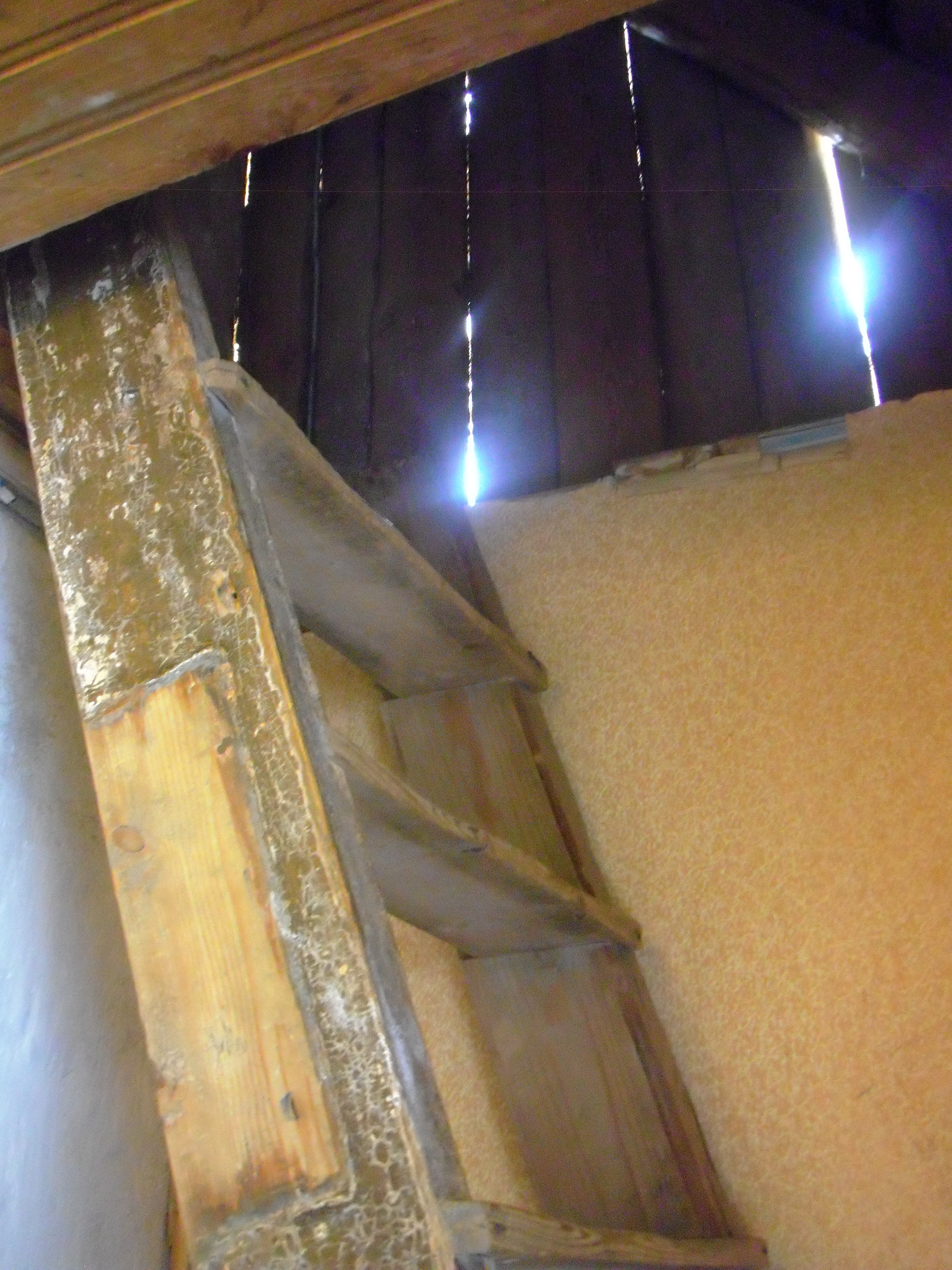
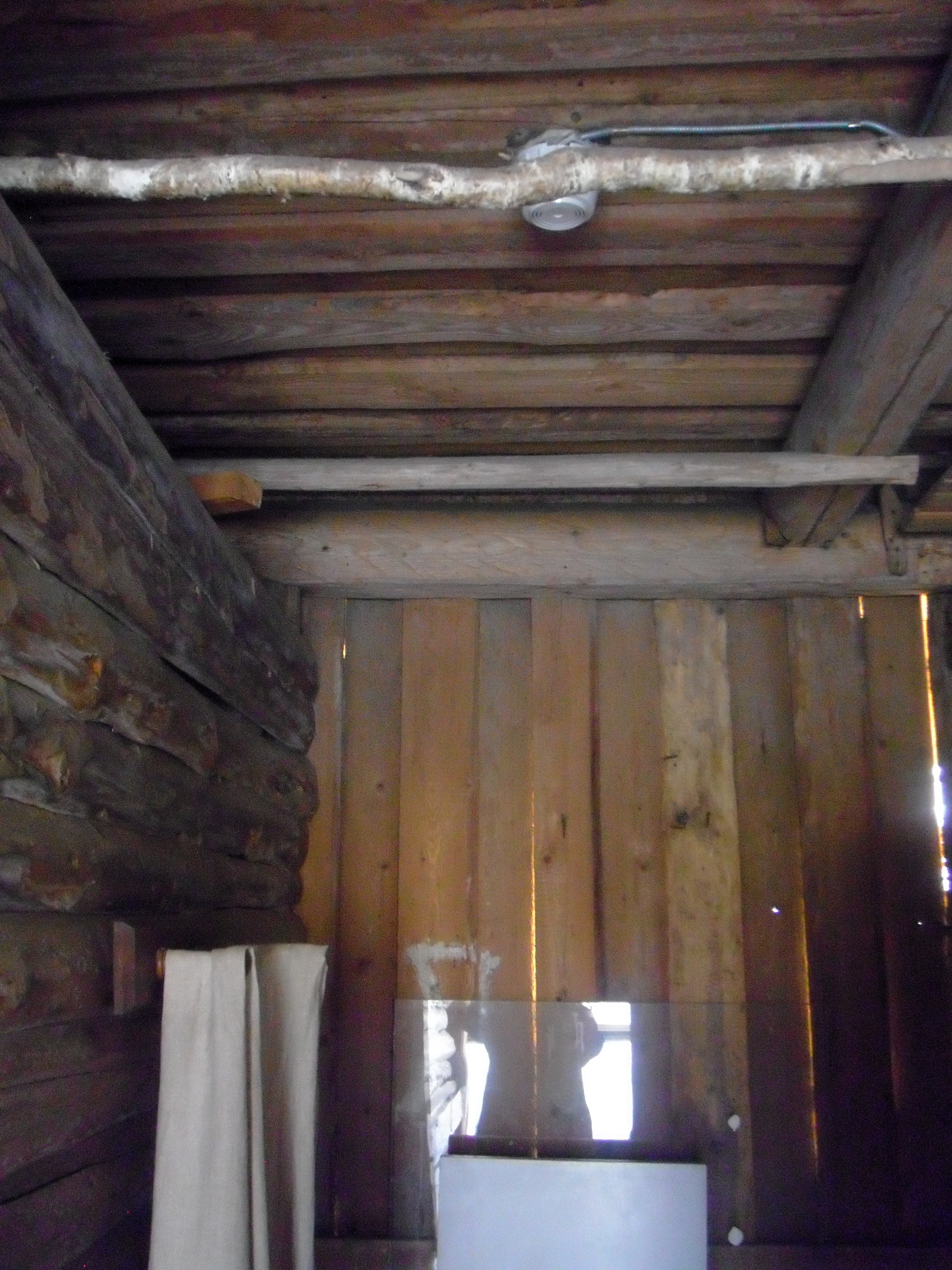
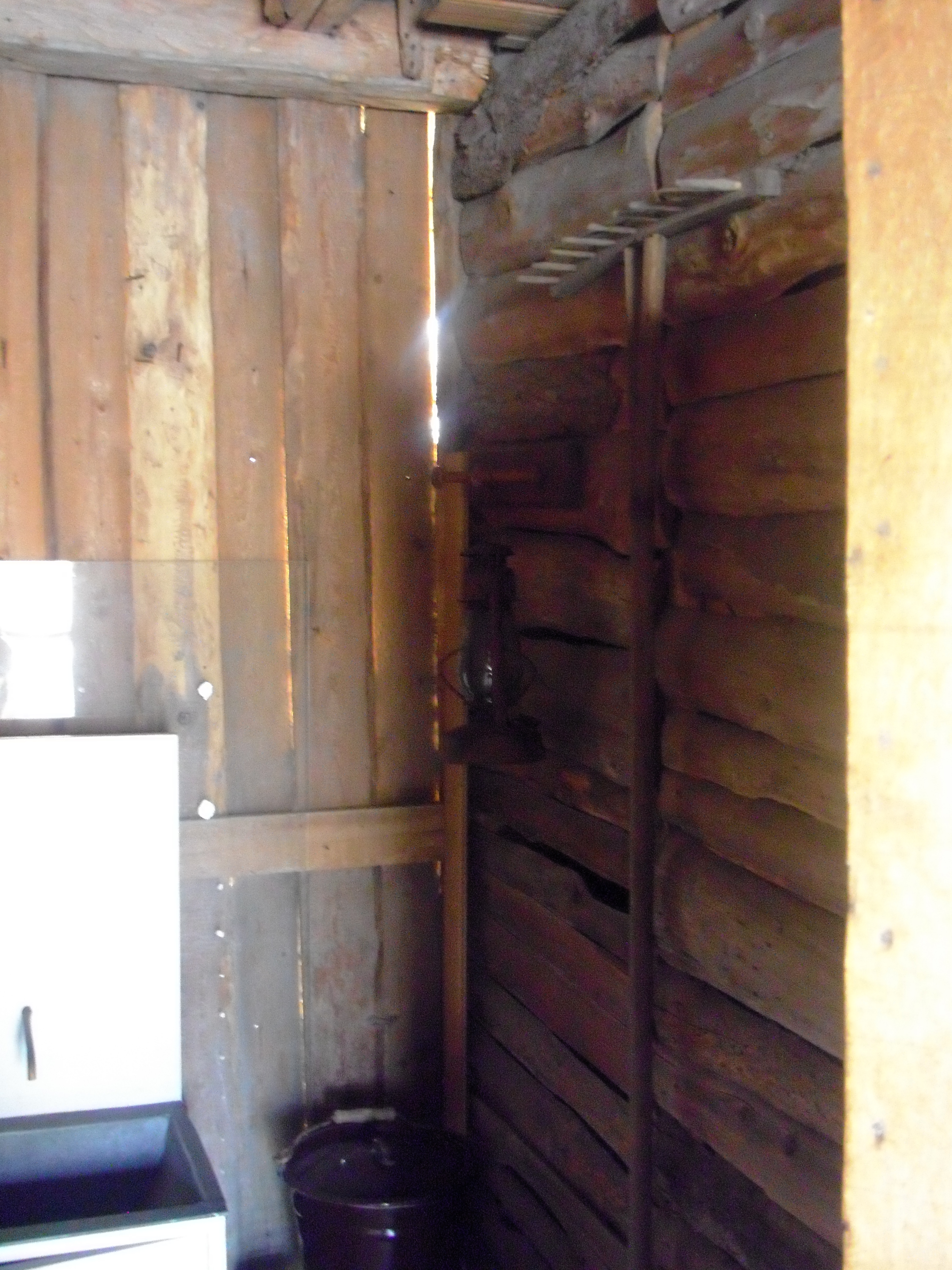
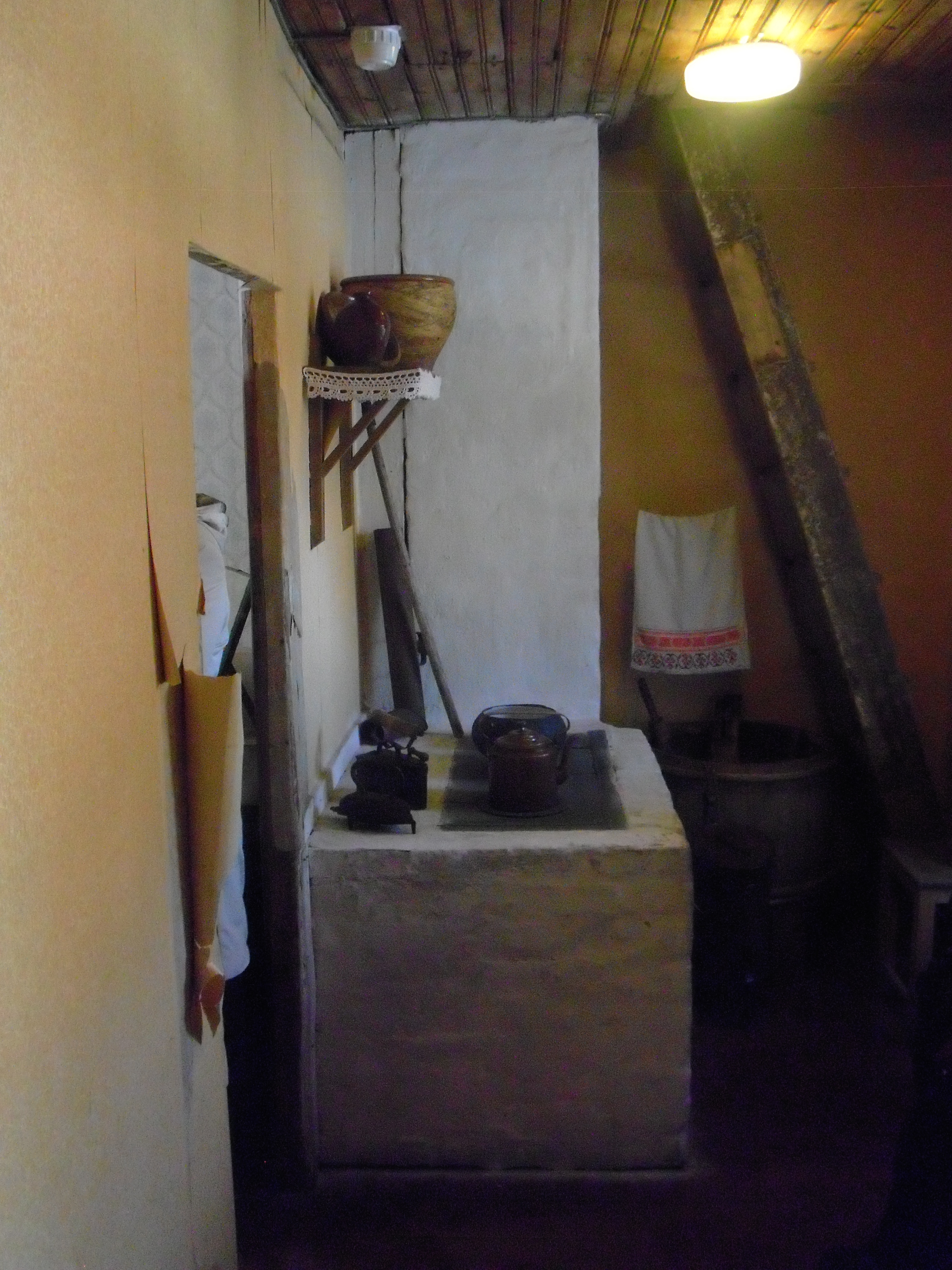
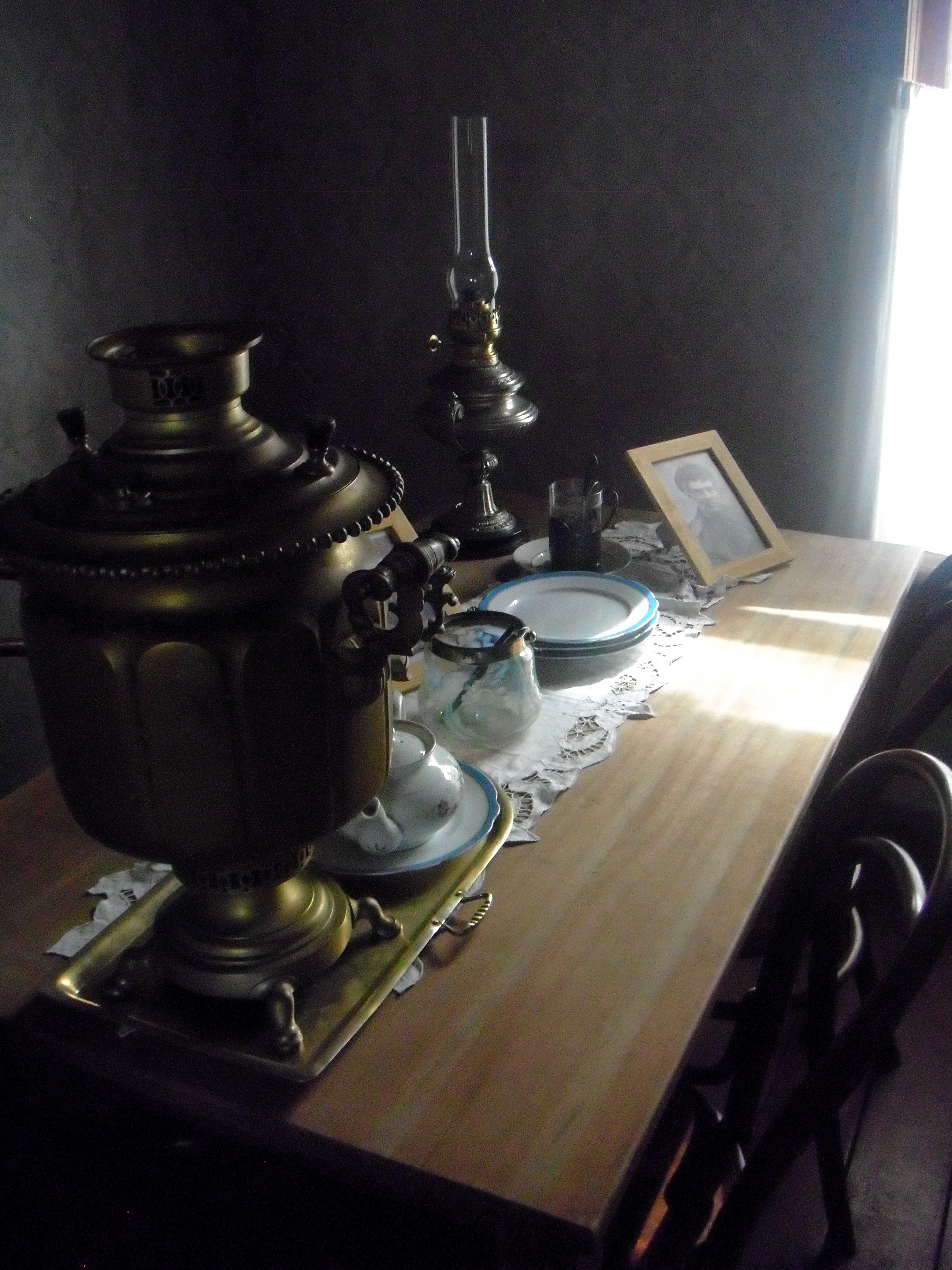
Внутри сарая в 2013 году
Дом Емельяновых
Усадьба Емельяновых
«Шалаш»
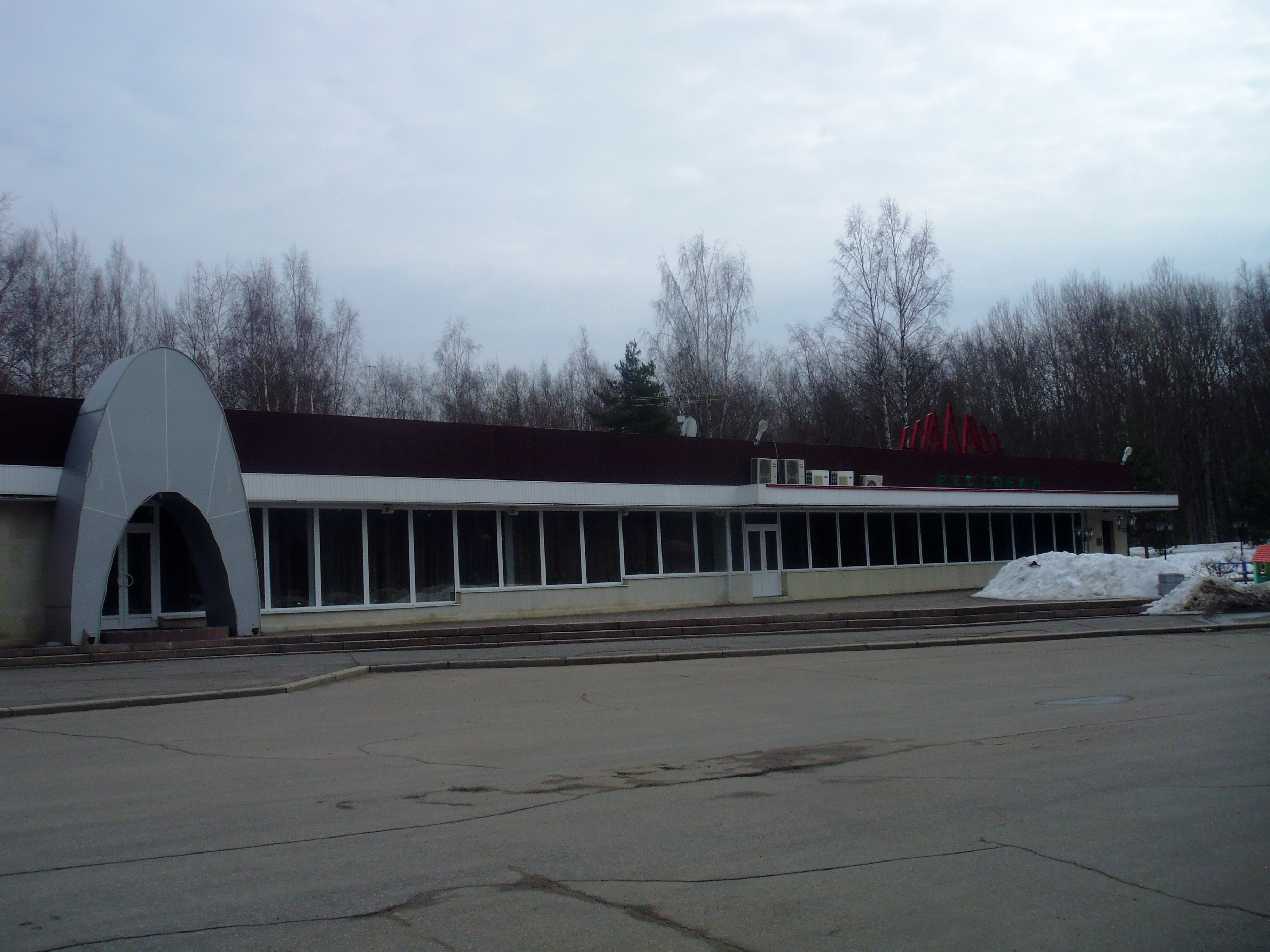
Ресторан «Шалаш Ленина», 2013 год

## Емельяновы[8]
Старший и самый известный из братьев Николай Александрович — высококвалифицированный слесарь-механик, входивший в состав экспертной заводской комиссии наравне с инженерами.
Первое поколение большевиков Емельяновых — братья Николай, Василий и Иван. Все трое — участники трёх российских революций, Гражданской войны и социалистического строительства.
Николай вступил в партию большевиков в 1904 году по рекомендации Ленина командирован за границу в 1921 году, для борьбы с воровством и саботажем заграничных чиновников Внешторга. Работал в Эстонии, затем в Москве. С 1932 года на пенсии. В 1935 году был арестован (повод: высказывался вместе с сыновьями в 1927 году в поддержку троцкистско-зиновьевской оппозиции) и получил 10 лет тюрьмы. В 1937 году сослан в Сарапул. С 1941 по 1945 годы жил в Омске и работал в совхозе под Омском. В 1945 году вернулся в Разлив. В 1954 году восстановлен в партии и награждён орденом Ленина.
Его жена Надежда Кондратьевна родилась 30 сентября 1877 года в семье рабочего, в 1899 году вышла замуж за Николая Емельянова, с 1904 года на партийной подпольной работе, во время первой революции в их доме был штаб боевой организации завода, хранилась большевистская литература, оружие, выносимое по частям с завода. С 1907 года член РСДРП(б). В июле 1917 года была организатором быта Ленина в Разливе и связной. Помогала Крупской оформить документы на имя Агафьи Атамановой и проводила её до станции Оллила летом 1917 года. Делегат 1-й Петроградской конференции работниц перед Октябрём. После Октябрьской революции заведовала детским приёмником в гостинице «Европейская». В 1918 году с младшими детьми выехала в Саратов с эвакуированными детьми детдома, здесь руководила детской колонией до мая 1919 года. Переписывалась с Лениным. В 1925 году выбыла из партии по инвалидности. Не репрессировалась. В 1956 году награждена орденом Трудового Красного Знамени.
Василий — большевик с июля 1905 года, состоял в боевой дружине, в январе 1907 года был арестован и сослан в Вологодскую губернию на два года. Затем служил в пехотном полку крепости Свеаборг, после чего вернулся на Сестрорецкий завод. В августе 1910 года его снова арестовали вместе с братом Иваном; следствие тянулось два года, приговор — каторга на шесть лет за вооружённое нападение и принадлежность к анархистам-коммунистам. Февраль 1917 года вернул братьев с каторги. В Сестрорецке Василий сразу вступил в Красную гвардию, как и оба его брата. Выполнял задания Военно-революционного комитета, охранял Смольный, участвовал в разгроме мятежа Керенского — Краснова. В октябре 1918 года работал в Комиссариате продовольствия Северной области, во главе которого стоял С. П. Восков. 18 октября 1918 года Василий был избран председателем союза рыбаков и работал на этом посту до 1930 года. До 1939 года работал управляющим ленинградских контор «Рыбконсервэкспорт» и «Экспортхлеб». С 1939 года на пенсии. В годы Великой Отечественной войны занимался продовольственным обеспечением частей действующей армии и населения блокадного Ленинграда. После войны находился на руководящей работе в Ленинградском отделении Всесоюзного объединения «Союзвнештранс». На пенсии вёл активную общественную работу. Награждён двумя орденами Ленина, орденом «Знак Почёта», медалями.
Иван (1890—1979) в апреле 1917 года вступил в партию большевиков, служил в Красной гвардии. Участник Октябрьского вооружённого восстания в Петрограде и Гражданской войны в Сибири. С 1920 года — депутат Сестрорецкого Совета, участник подавления Кронштадтского мятежа. С 1923 года по 1937 год работал на Сестрорецком заводе. В 1937 году исключён из партии за связь с братом Николаем и его сыновьями. Во время Великой Отечественной войны в отряде самообороны под Ленинградом. В 1955 году он восстановлен в партии. В 1958 году избран депутатом Сестрорецкого районного Совета. С 1966 года — на пенсии.
Ещё один брат Савва умер от тифа в 1919 году. Был также революционером.
Сыновья Н. А. Емельянова:
Александр Николаевич (1899—1982) — член партии с 1917 года, красногвардеец. Помогал отцу обеспечивать безопасность Ленина и Зиновьева в Разливе. Участник Октябрьского вооружённого восстания в Петрограде. После службы в Красной армии работал на Сестрорецком заводе токарем. По рекомендации Ленина в октябре 1920 года поступил на командные кавалерийские курсы. Арестован в 1934 году в Смоленске, где находился на курсах по переподготовке кадров. Освобождён в феврале 1939 года, жил и работал в Омске до 1941 года. В годы войны находился на фронте. С 1946 по 1949 год работал токарем в совхозе под Омском. В 1949 году арестован. В 1954 году освобождён и приехал в Разлив на завод. В 1957 году реабилитирован с восстановлением партстажа с 1917 года. С 1965 года — пенсионер союзного значения. В 1970 году награждён орденом Красной Звезды.
Кондратий Николаевич (1901—1937) — член партии с 1917 по 1927 год. С 1917 по 1930 гг. служил в Красной гвардии, потом в Красной Армии. В 1921 году по рекомендации Ленина поступил в Военно-инженерную Академию и окончил её. После демобилизации работал инженером в Сестрорецке и в Москве. Арестован в 1934 году, расстрелян в 1937 году.
Сергей Николаевич (1902—1919) — член РКСМ, служил в Курсантской бригаде Котовского. При штурме Перекопа был смертельно ранен и умер в госпитале в Таганроге.
Николай Николаевич (1905—1937 или 1938) — в 12 лет на покосе в Разливе нёс дозорную службу и помогал, чем мог. Член ВЛКСМ. Окончил рабфак при Политехническом институте, затем был командирован в Германию для учёбы на кинооператора. В 1928 году отозван. Жил и работал в Москве. Арестован в 1935 году, убит якобы при попытке к бегству.
Анатолий Николаевич (1907-????). Работал на Сестрорецком заводе. В 1929 году уехал на крупную стройку пятилетки. Дальнейшая судьба неизвестна.
Лев Николаевич (1911 года рождения), член КПСС с 1964 года. Участник войны, живёт в Москве. Токарь. Имеет награды, персональный пенсионер.
Георгий Николаевич (1914—1945), беспартийный, шофёр. Погиб в 1945 году в боях за освобождение Румынии.
Внуки:
Николай Александрович Емельянов. В 1964 году сын Александра Николаевича Емельянова проходил срочную службу при военной академии.